# سیمز موبایل
سیمز موبایل (انگلیسی: The Sims Mobile) یک بازی شبیه‌سازی زندگی بر پایه سیمز ۴ و سیمز فری‌پلی برای اندروید و آی‌اواس است. در ۹ مهٔ ۲۰۱۷ این بازی در یک تریلر معرفی شد و در ۶ مارس ۲۰۱۸ منتشر شد.